# Imagen Televisión
 (novembre 2018).
Si vous disposez d'ouvrages ou d'articles de référence ou si vous connaissez des sites web de qualité traitant du thème abordé ici, merci de compléter l'article en donnant les références utiles à sa vérifiabilité et en les liant à la section « Notes et références ».
Imagen Televisión est un réseau de télévision national privé commercial mexicain avec une couverture nationale appartenant à Grupo Imagen.
Il a été lancé le 17 octobre 2016 à 20 heures.

## Histoire
En 2006, la société mère de Imagen, Grupo Empresarial Ángeles, a acquis la chaîne 28 XHRAE-TV à Mexico auprès de son précédent propriétaire, l'homme d'affaires en ruine Raúl Aréchiga Espinoza, pour la somme de 126 millions de dollars. Imagen possédait déjà des stations de radio à Mexico et dans d'autres grandes villes du pays. L'année suivante, GEA a relancé la station « Cadenatres », avec l'ambition de devenir le troisième réseau de diffusion du Mexique. En dépit de cela et du transport de base par câble national, Cadenatres n’avait que quelques filiales locales. Le 26 octobre 2015, Cadenatres a été fermée et remplacée par le média Excélsior TV alors qu'Imagen commençait à préparer le lancement de son réseau national.
Après la promulgation de la loi fédérale sur les télécommunications et la radiodiffusion de 2013 par le président du Mexique, Enrique Peña Nieto, l'appel d'offres IFT-1 est publié le 7 mars 2014 pour former deux chaînes de télévision numérique terrestre (TNT) avec une couverture nationale.
Le Grupo Imagen Multimedia a saisi cette occasion pour concrétiser son désir de devenir la troisième chaîne de la télévision ouverte nationale, qui a commencé lors de l'acquisition de la chaîne XHRAE-TV à Mexico et du lancement de la chaîne Cadenatres en mars 2007, qui a obtenu un succès important, mais dont la couverture en dehors de la capitale du pays dépend des services de télévision à péage et de l'affiliation de certaines chaînes de télévision à accès libre indépendantes dans le nord du pays. Grupo Imagen crée la société Cadena Tres I, SA de CV, désignée comme le réseau de télévision produit à l'époque par Imagen, pour concurrencer Grupo Radio Centro SAB de CVet Centre national d’information de Tepeyac Studies, SA de CV de l’une des deux chaînes de télévision.
Le 11 mars 2015, la décision déclarant le gagnant du Grupo Imagen a été rendue. Elle s'est jointe à Grupo Radio Centro SAB du CV de l'offre IFT-1 3, puis a obtenu le titre de concession le 26 mars de la même année pour exploiter 123 stations de télévision. 
Le 26 octobre 2015, Cadenatres cesse ses transmissions et il est annoncé que GIM se prépare à lancer la nouvelle chaîne en tant que nouveau projet.
Le 15 août, 2016, la première des annonces officielles sont de grands pilotes qui ont commencé la chaîne sur la chaîne : Ciro Gomez Leyva et Alarcón Javier (ce dernier dans le sport). Plus tard, le 26 septembre 2016, Grupo Imagen renouvelle ses logos et parallèlement, une campagne de spots, de sites Web et de réseaux sociaux est lancée, annonçant officiellement le nom et la date du lancement de la chaîne.
Enfin, le 17 octobre à 20 heures, il commence des transmissions régulières dans 37 stations à partir de ses installations situées à Avenida Universidad # 2014, le colonel Copilco, à Mexico, également connu sous le nom de Ciudad Imagen. Après un bref message de bienvenue, ils ont diffusé leur première émission, la telenovela de la chaîne, Vuelve temprano, produite par Argos Comunicación .
Le 29 juin 2017, un accord a été annoncé avec YouTube pour proposer son contenu. Selon la chaîne de télévision, elle est la seule à avoir accès à ce type de plate-forme en Amérique latine. 

## Programmes
Sa programmation est du divertissement général, particulièrement destiné aux femmes au foyer, car une grande partie de sa programmation du lundi au vendredi sont des feuilletons (la plupart d’origine brésilienne et turque). En plus de ces programmes, ils ont trois espaces d'informations dirigés par Francisco Zea (matin), Yuriria Sierra (soir) et Ciro Gómez Leyva (nuit), ce dernier étant la vedette.
Le 18 octobre, Sale el Sol a créé le premier programme télévisé du matin d'Imagen Television, animé par Luz Maria Zetina, Mauricio Barcelata, Carlos Arenas et Paulina Mercado. Il diffuse également les talk-shows El minuto que cambió mi destino « La minute qui a changé mon destin » et les émissions De primera mano, toutes deux dirigées par le journaliste Gustavo Adolfo Infante.
Pour les sports, la chaîne diffuse le programme Adrenalina diffusé le dimanche à 10 heures et sous la direction de Javier Alarcón, Pablo Carrillo , Ramón Ramírez et Carolina Weigend. Dans les émissions de Liga MX, ils ont les droits exclusifs de Queretaro FC, l’équipe de football qui appartient à Grupo Imagen. Ils jouent le samedi à 17 heures en transmettant leurs matchs le jour et l’heure. En outre, à compter de la clôture de 2017, les transmissions de Pachuca et du Lionen condition locale dans sa programmation. Auparavant transmis aux Jaguars du Chiapas de l' Ouverture 2016 jusqu'à sa descente et sa disparition en 2017.
Les week-ends sont en grande partie destinés aux enfants et aux jeunes, avec une programmation matinale de dessins animés classiques, principalement Warner Bros. (Hanna-Barbera, principalement), des animations de Toei Animation comme Mazinger Z et Candy Candy, et le programme pour les jeunes, Gamer # Tag + 18 de The Epic Network (ce dernier avait déjà été diffusé par Cadenatres). Le reste des films du type « Home Video », du samedi au dimanche et le dimanche, sont diffusés. 
Au cours de la semaine, le réseau possède une série de feuilletons, de type telenovelas propres et étrangers. 